# Орден преподобного Серафима Саровського
Орден преподобного Серафима Саровського (рос. Орден преподобного Серафима Саровского) — орден Російської православної церкви.

## Історія ордена
Заснований Патріархом Московським і всієї Русі Алексієм II і Священним синодом 25 березня 2004 року в ознаменування 100-річчя канонізації преподобного Серафима Саровського.

## Статут ордена
Орденом нагороджуються:
- ієрархи,
- клірики, ченці,
- миряни

Підставою для нагородження є особливий внесок у справу відродження монастирів, храмів, пастирську та церковно-громадську діяльність.
Орден має три ступені.
Нагородженим вручається:
- знак ордена
- грамота.

## Опис ордена

### I ступінь
Знак ордена являє собою золочений латунний чотирикінцевий хрест з кінцями, що розширяються, та клиноподібним завершенням. Завершення покриті зеленою емаллю. По боках хреста — вузький опуклий рант. На лицьовому боці знака в центрі круглий медальйон з погрудним чином святого преподобного Серафима Саровського в рясі з єпитрахиллю. Навколо медальйона опуклий пояс, прикрашений 37 фіанітами. Ще один поясок, покритий зеленою емаллю, розташований між поперечинами хреста і до нього примикають по 5 рельєфних полірованих променів.

### II ступінь
Знак ордена аналогічний I ступеню. Але центральне зображення Преподобного виконано методом штампування і позолочене, фіаніти не використовуються.

### III ступінь
Знак ордена аналогічний II ступеню, але виконаний з посрібленої бронзи.

## Правила носіння
Орден носиться на лівій стороні грудей і за наявності інших орденів Руської Православної Церкви розташовується слідом за орденом преподобного Сергія Радонезького.